# Cajibío
Cajibío ist eine Gemeinde (municipio) im Departamento Cauca in Kolumbien.

## Geographie
Cajibío liegt in der Provincia del Centro in Cauca auf einer Höhe von 1765 m ü. NN, 28 km von Popayán entfernt zwischen der West- und der Zentralkordillere der kolumbianischen Anden. Cajibío gehört zur inoffiziellen Metropolregion Popayán. Das Gebiet der Gemeinde ist gebirgig und wird von den Flüssen Cauca, Palace, Cajibío und Urbio durchzogen. Die Gemeinde grenzt im Osten an Piendamó, Silvia und Totoró, im Westen an El Tambo und Morales, im Norden an Morales und Piendamó und im Süden an Popayán und El Tambo.

## Bevölkerung
Die Gemeinde Cajibío hat 38.703 Einwohner, von denen 1782 im städtischen Teil (cabecera municipal) der Gemeinde leben (Stand: 2019).

## Geschichte
Auf dem Gebiet des heutigen Cajibío lebten vor der Ankunft der Spanier das indigene Volk der Cajibíos, die zur Gruppe der Paez gehörten. Der Ort Cajibío wurde 1560 von Carlos Velasco und Álvaro Paz gegründet.

## Wirtschaft
Der wichtigste Wirtschaftszweig von Cajibío ist die Landwirtschaft. Insbesondere werden Kaffee, Zuckerrohr, Bananen und Spargel angebaut. Zudem spielen Geflügelproduktion und Holzwirtschaft eine wichtige Rolle.

## Söhne und Töchter der Stadt
- Efraín Orozco (1897–1975), Komponist, Dirigent und Instrumentalist